# Gor Nersesian
Gor Nersesian (en armenio: Գոռ Ներսիսյան; 15 de marzo de 2000) es un deportista armenio que compite en boxeo. En los Juegos Europeos de Minsk 2019 obtuvo una medalla de bronce en la categoría de 81 kg.

## Palmarés internacional
| Juegos Europeos | Juegos Europeos     | Juegos Europeos   | Juegos Europeos |
| Año             | Lugar               | Medalla           | Categoría       |
| --------------- | ------------------- | ----------------- | --------------- |
| 2019            | Minsk (Bielorrusia) | Medalla de bronce | 81 kg           |

- Datos: Q107487225